# Catalanova věta
Catalanova věta (občas nazývaná jako Mihăilescova věta) je matematická věta v teorii čísel vyslovená matematikem Eugène Charlesem Catalanem v roce 1844 a dokázaná roku 2002 Predem Mihăilescu.
Vezměme dvě čísla z množiny přirozených čísel 23 a 32 s hodnotami 8 a 9 po umocnění, jedná se tedy o dvě po sobě jdoucí mocniny přirozených čísel. Domněnka říká, že toto jsou jediné po sobě jdoucí mocniny přirozených čísel, tedy jediné řešení diofantické rovnice :xa − yb = 1 ležící v množině přirozených čísel.
Pro x, a, y, b > 1 je x = 3, a = 2, y = 2, b = 3.

## Historie
Historie tohoto problému se datuje přinejmenším k Levi ben Gershonovi, který ukázal speciální případ roku 1343 kde x a y byla omezena na hodnoty 2 nebo 3.
Roku 1974, Robert Tijdeman aplikoval metodu z teorie transcendentních čísel aby ukázal že existuje konstanta C taková, že exponenty po sobě jdoucích mocnin jsou menší než C. Vzhledem k tomu, že výsledky práce ostatních matematiků ukázaly, že C je vázána na zmíněné exponenty, byla udána podmínka, že věta platí na omezený počet případů. Nicméně pro dokončení důkazu byl potřeba silný výpočetní výkon a mnoho času.
Catalanova věta byla dokázána roku 2002 Predou Mihăilescuem a od té doby se nazývá Mihăilescova věta. Důkaz byl publikován v časopise Journal für die reine und angewandte Mathematik roku 2004 a využívá oblastí jako jsou cyklotomická tělesa a Galoisova korespondence.

## Pillaisova domněnka
Pillaisova domněnka se týká rozdílu mocnin. Říká, že posloupnost rozdílů mocnin diverguje k nekonečnu, pokud se každý rozdíl opakuje v konečně mnoha opakováních. Jde o otevřený problém pojmenovaný po indickém matematikovi S. S. Pillai.
Paul Erdős se domníval, že existuje nějaké kladné C takové, že pokud d - rozdíl mocnin n, pak d>nc pro dostatečně velké n.